# H. F. Diané
Pour les articles homonymes, voir Diané.
H.F. Diané (nom de plume de Hassan Fodé Diané), né le 28 octobre 1988 à Brazzaville (République du Congo), est un auteur-illustrateur congolais de romans et albums jeunesse.

## Biographie
Jusqu'à l'âge de onze ans, H. F. Diané vit au Congo. Il arrive en France en 1999 à la suite de la Guerre civile du Congo-Brazzaville. Après de nombreux déménagements (Dijon, Nice, Paris, Orléans), il suit dès 2011 des études en langues étrangères appliquées à l'université Paul-Valéry de Montpellier.Il se consacre ensuite à sa passion de l'écriture.
En 2015, il publie deux romans : Le Jazzman du Misanthrope (roman historique) et Le Chasseur de Songes (roman d'heroic fantasy).
Dans son numéro du 11 avril 2019, La Gazette de Montpellier publie un dossier, "La relève culturelle en 100 noms", où figure H. F. Diané. Le 5 mai 2019, le même journal l'invite parmi quinze artistes montpelliérains à imaginer le design de la future ligne 5 de tramway de Montpellier.
Auteur-illustrateur d'albums jeunesse, H.F. Diané est un « auteur indépendant, j'écris, j'illustre, j'édite. » Régulièrement invité à parler de son métier aux enfants dans les écoles, il a participé en 2018, 2019 et en juillet 2024 au festival Partir en Livre, organisé par le Centre national du livre.
En 2025, il publie son roman autobiographique La Valse des Lucioles (éditeur Istya & Cie).
Polyglotte, H.F. Diané parle couramment le lingala, le français, l’anglais et l’espagnol. Il est passionné d’architecture haussmannienne et de jazz.

## Série "Les Florafées"
À partir de 2016, après avoir publié deux romans, il change de registre pour se consacrer aux albums jeunesse avec sa collection "Le Monde Merveilleux des Florafées". Dès 2013, il avait imaginé un univers dans lequel vivent des petites créatures des fleurs aux pouvoirs particuliers. Abradacactus est le premier livre de la série. Tous les personnages ont des noms qui laissent deviner un trait de leur caractère. Chaque histoire véhicule « des valeurs assez simples et universelles, l'amitié, la fraternité, l'ouverture sur les autres. ». En fin de chaque volume, l'auteur qui dessine et colorie lui-même ses personnages explique les particularités de la plante évoquée dans l'histoire et la symbolique des fleurs. Le 9e volume de la collection, Nama, évoque Namaqualand, une région aride de l'Afrique du Sud et de la Namibie. Benjamin Müller de l'émission La Maison des Maternelles sur France 5 a présenté ainsi la série : « sur le modèle des Monsieur Madame, les Florafées est une série qui permet de traiter avec vos enfants des petits problèmes du quotidien. » Pour France 3, « les histoires sont courtes, simples, humoristiques avec une morale plutôt tacite. Le format est idéal avant d'aller dormir. »

## Œuvres

### Romans
- Le Jazzman du Misanthrope, format Kindle. Montpellier : Amaryllis, 2015, 317 p.
- Le Chasseur de Songes (série "Tyon Cloud" tome 1). Montpellier : Amaryllis, 2015, 486 p.
- Jasmin d'hiver. Montpellier : Amaryllis, 10/2020, 223 p.  (ISBN 9798556924321)
- La Valse des lucioles. Paris : Istya & cie (anciennement connu sous le nom Slatkine), 03/2025.  (ISBN 978-2-88944-282-9)

### Albums jeunesse

#### SérieLe Monde merveilleux des Florafées
1. Abradacactus. Montpellier : Amaryllis, juin 2016, 36 p.  (ISBN 978-2-37277-120-7) (BNF 45087369)
2. Glouton d'or. Montpellier : Amaryllis, octobre 2016, 36 p.  (ISBN 978-2-37277-131-3) (BNF 45149701)
3. Perce-neige. Montpellier : Amaryllis, décembre 2016, 36 p.  (ISBN 978-2-37277-140-5) (BNF 45197908)
4. Campalune. Montpellier : Amaryllis, avril 2017, 36 p.  (ISBN 978-2-37277-156-6) (BNF 45299070)
5. Bavardahlia. Montpellier : Amaryllis, juillet 2017, 36 p.  (ISBN 978-2-37277-172-6) (BNF 45328538) Il s'agit du personnage le plus populaire de la série.
6. Mugaie. Montpellier : Amaryllis, janvier 2018, 36 p.  (ISBN 978-2-372-77193-1) (BNF 45438384)
7. Frissonlit. Montpellier : Amaryllis, avril 2018, 36 p.  (ISBN 978-2-37277-203-7) (BNF 45525582) Cet album aborde la peur de l'autre, de l'inconnu, du préjugé.
8. Potironchon. Montpellier : Amaryllis, août 2018, 36 p.  (ISBN 978-2-37277-216-7) (BNF 45628899) Version alternative de Mugaie.
9. Nama. Montpellier : Amaryllis, décembre 2018, 36 p.  (ISBN 978-2-37277-231-0) (BNF 45661243) Cet album raconte la genèse du Village Fleuri, en évoquant Namaqualand, une région aride de l'Afrique du Sud et de la Namibie
10. Dododendron. Montpellier : Amaryllis, juin 2019, 36 p.  (ISBN 978-2-37277-245-7) (BNF 45779743)
11. Diphy. Montpellier : Amaryllis, juillet 2020, 36 p.  (ISBN 978-2-9573216-0-5)
12. Mimosage. Montpellier : Amaryllis, mai 2021, 36 p.  (ISBN 978-2-37277-287-7)
13. Biolette. Montpellier : Amaryllis, mars 2022, 36 p.  (ISBN 978-2-37277-294-5) Album, imaginé dans le cadre d'une résidence d'artiste dans une école de Montpellier.
14. Romalin. Montpellier : Amaryllis, janvier 2023, 36 p.  (ISBN 978-2-9573216-3-6)
15. Le Sapin des Florafées : Amaryllis, juillet 2023, 36 p.  (ISBN 978-2-9573216-5-0)
16. Sensitive : Amaryllis, juillet 2023, 36 p.  (ISBN 978-2-9573216-4-3)

#### Autre album
- La Petite Fille qui ne pouvait plus sortir de chez elle. Montpellier : Amaryllis, 04/2020, 12 p. Cette histoire n'existe qu'en version numérique gratuite. Il s'agit d'une fable pour expliquer le confinement aux jeunes enfants[15].

## Filmographie
H. F. Diané a joué dans un film et fait quelques apparitions dans des séries télévisées.
- 2006 : Andalucia d'Alain Gomis, dans le rôle de Djibril enfant.
- 2013 : Candice Renoir, saison 1 épisode 7 : Malheur à celui par qui le scandale arrive.
- 2015 : Crimes et botanique, saison 1 épisode 2 : Le Jardin des papillons noirs.